# Distrito electoral local 7 de Chihuahua
El Distrito electoral local 7 de Chihuahua es uno de los 22 Distritos Electorales en los que se encuentra dividido el territorio del estado de Chihuahua. Su cabecera es Ciudad Juárez. 
Desde el proceso de redistritación de 2022 abarca parte de la zona suroeste de Ciudad Juárez.

## Distritaciones anteriores

### Distritación de 1968
En ese entonces tuvo su cabecera en Guerrero, y abarcaba los municipios de Bachíniva, Gómez Farías, Guerrero, Madera, Matachí, Namiquipa y Temósachi.

### Distritación de 1989
En la distritación de 1989 este distrito continuó teniendo su cabecera en Guerrero, abarcando los municipios de Bachíniva, Carichí, Guerrero y Namiquipa.

### Distritación de 1995
Para 1995 el distrito pasó a abarcar parte de Ciudad Juárez.

### Distritación de 1997
En 1997 el distrito continuó teniendo su cabecera en Ciudad Juárez, abarcando parte de la zona sur de la ciudad.

### Distritación de 2012
Para 2013 el distrito continuó abarcando parte de la zona oeste Ciudad Juárez y la zona sur del Municipio de Juárez.

### Distritación de 2015
Entre 2015 y 2022, continuó en Ciudad Juárez, abarcando parte de la zona suroeste de la ciudad.

## Diputados por el distrito
| Diputado                      | Grupo parlamentario | Legislatura | Periodo     | Cabecera distrital Según cada distritación |
| ----------------------------- | ------------------- | ----------- | ----------- | ------------------------------------------ |
| Ángel González Estrada        |                     | XLIX        | 1968 - 1971 | Guerrero                                   |
| Alfonso Estrada Erives        |                     | L           | 1971 - 1974 | Guerrero                                   |
| Alfredo González Brondo       |                     | LI          | 1974 - 1977 | Guerrero                                   |
| Rafael Servando Portillo      |                     | LII         | 1977 - 1980 | Guerrero                                   |
| José Díaz Araiza              |                     | LIII        | 1980 - 1983 | Guerrero                                   |
| Ernesto Torres García         |                     | LIV         | 1983 - 1986 | Guerrero                                   |
| César Franco Chávez           |                     | LV          | 1986 - 1989 | Guerrero                                   |
| Manuel Raúl González Estrada  |                     | LVI         | 1989 - 1992 | Guerrero                                   |
| Leopoldo Enríquez Ordóñez     |                     | LVII        | 1992 - 1995 | Guerrero                                   |
| Rogelio Loya Luna             |                     | LVIII       | 1995 - 1998 | Ciudad Juárez                              |
| Tomás Aníbal Herrera Álvarez  |                     | LIX         | 1998 - 2001 | Ciudad Juárez                              |
| Ricardo Arturo Castro López   |                     | LX          | 2001 - 2004 | Ciudad Juárez                              |
| José Luis Canales de la Vega  |                     | LXI         | 2004 - 2007 | Ciudad Juárez                              |
| Jorge Alberto Gutiérrez Casas |                     | LXII        | 2007 - 2010 | Ciudad Juárez                              |
| René Franco Ruiz              |                     | LXIII       | 2010 - 2013 | Ciudad Juárez                              |
| Mayra Chávez Jiménez          |                     | LXIV        | 2013 - 2016 | Ciudad Juárez                              |
| Laura Mónica Marín Franco     |                     | LXV         | 2016 - 2018 | Ciudad Juárez                              |
| Gustavo de la Rosa Hickerson  |                     | LXVI        | 2018 - 2021 | Ciudad Juárez                              |
| Gustavo de la Rosa Hickerson  |                     | LXVII       | 2021 -      | Ciudad Juárez                              |

## Resultados Electorales

### 2024
| Candidato                      | Candidato                      | Candidato | Partido o coalición | Votos | Porcentaje |
| ------------------------------ | ------------------------------ | --- | --- | ----- | ---------- |
| María Cristina Aguirre Jiménez | María Cristina Aguirre Jiménez | María Cristina Aguirre Jiménez                                                                                                | Coalición "Fuerza y Corazón por México" Partido Acción Nacional Partido Revolucionario Institucional Partido de la Revolución Democrática | —     | —          |
|                                | —                              | Coalición "Sigamos Haciendo Historia" Movimiento Regeneración Nacional Partido del Trabajo Partido Verde Ecologista de México | — | —     |            |
|                                | —                              | Movimiento Ciudadano | — | —     |            |
| Candidatos no registrados      | Candidatos no registrados      | Candidatos no registrados | — | —     | —          |
| Total de votos válidos         | Total de votos válidos         | Total de votos válidos | Total de votos válidos |       | —          |
| Instituto Nacional Electoral.  |                                | | |       |            |

### 2021
|  | 19.52 % |

|  | 06.89 % |

|  | 0.79 % |

|  | 2.01 % |

|  | 2.87 % |

|  | 7.83 % |

|  | 50.00 % |

|  | 2.62 % |

|  | 2.33 % |

|  | 1.59 % |

|  | 0.14 % |

|  | 96.45 % |

|  | 3.40 % |

### 2016
|  | 27.67 % |

|  | 24.36 % |

|  | 2.98 % |

|  | 10.33 % |

|  | 8.47 % |

|  | 12.42 % |

|  | 7.98 % |

|  | 1.16 % |

|  | 5.71 % |

|  | 100.00 % |

### 2013
|  | 31.72 % |

|  | 41.46 % |

|  | 4.41 % |

|  | 9.53 % |

|  | 1.79 % |

|  | 6.61 % |

|  | 0.18 % |

|  | 4.41 % |

|  | 100.00 % |

### 2010
|  | 32.63 % |

|  | 45.99 % |

|  | 3.16 % |

|  | 3.19 % |

|  | 5.77 % |

|  | 1.45 % |

|  | 2.94 % |

|  | 0.28 % |

|  | 4.60 % |

|  | 100.00 % |

### 2007
|  | 39.15 % |

|  | 50.85 % |

|  | 2.29 % |

|  | 1.90 % |

|  | 3.33 % |

|  | 0.57 % |

|  | 0.03 % |

|  | 1.88 % |

|  | 100.00 % |

### 2004
|  | 38.62 % |

|  | 59.38 % |

|  | 0.02 % |

|  | 1.99 % |

|  | 100.00 % |

### 2001
|  | 39.79 % |

|  | 43.96 % |

|  | 5.18 % |

|  | 1.77 % |

|  | 1.40 % |

|  | 0.13 % |

|  | 0.00 % |

|  | 2.12 % |

|  | 100.00 % |

### 1998
|  | 38.92 % |

|  | 44.82 % |

|  | 8.85 % |

|  | 0.90 % |

|  | 2.08 % |

|  | 2.00 % |

|  | 0.02 % |

|  | 2.42 % |

|  | 100.00 % |

### 1995
|  | 45.76 % |

|  | 41.53 % |

|  | 5.43 % |

|  | 0.42 % |

|  | 0.00 % |

|  | 4.52 % |

|  | 0.00 % |

|  | 0.03 % |

|  | 0.00 % |

|  | 100.00 % |

### 1992
|  | 31.45 % |

|  | 54.21 % |

|  | 9.83 % |

|  | 0.78 % |

|  | 0.08 % |

|  | 0.43 % |

|  | 0.00 % |

|  | 2.85 % |

|  | 100.00 % |

### 1989
|  | 11.63 % |

|  | 78.89 % |

|  | 2.67 % |

|  | 0.08 % |

|  | 0.43 % |

|  | 3.84 % |

|  | 0.00 % |

|  | 2.46 % |

|  | 100.00 % |

### 1986
|  | 12.84 % |

|  | 66.15 % |

|  | 5.17 % |

|  | 0.00 % |

|  | 0.15 % |

|  | 3.50 % |

|  | 12.15 % |

|  | 0.04 % |

|  | 0.00 % |

### 1983
|  | 3.88 % |

|  | 70.56 % |

|  | 6.11 % |

|  | 0.13 % |

|  | 4.16 % |

|  | 14.48 % |

|  | 0.05 % |

|  | 0.00 % |

|  | 0.63 % |

|  | 100.00 % |

### 1980
|  | 0.00 % |

|  | 95.41 % |

|  | 3.32 % |

|  | 0.00 % |

|  | 0.18 % |

|  | 0.87 % |

|  | 0.23 % |

|  | 0.00 % |

|  | 0.00 % |

|  | 100.00 % |